# Gabi Hartmann

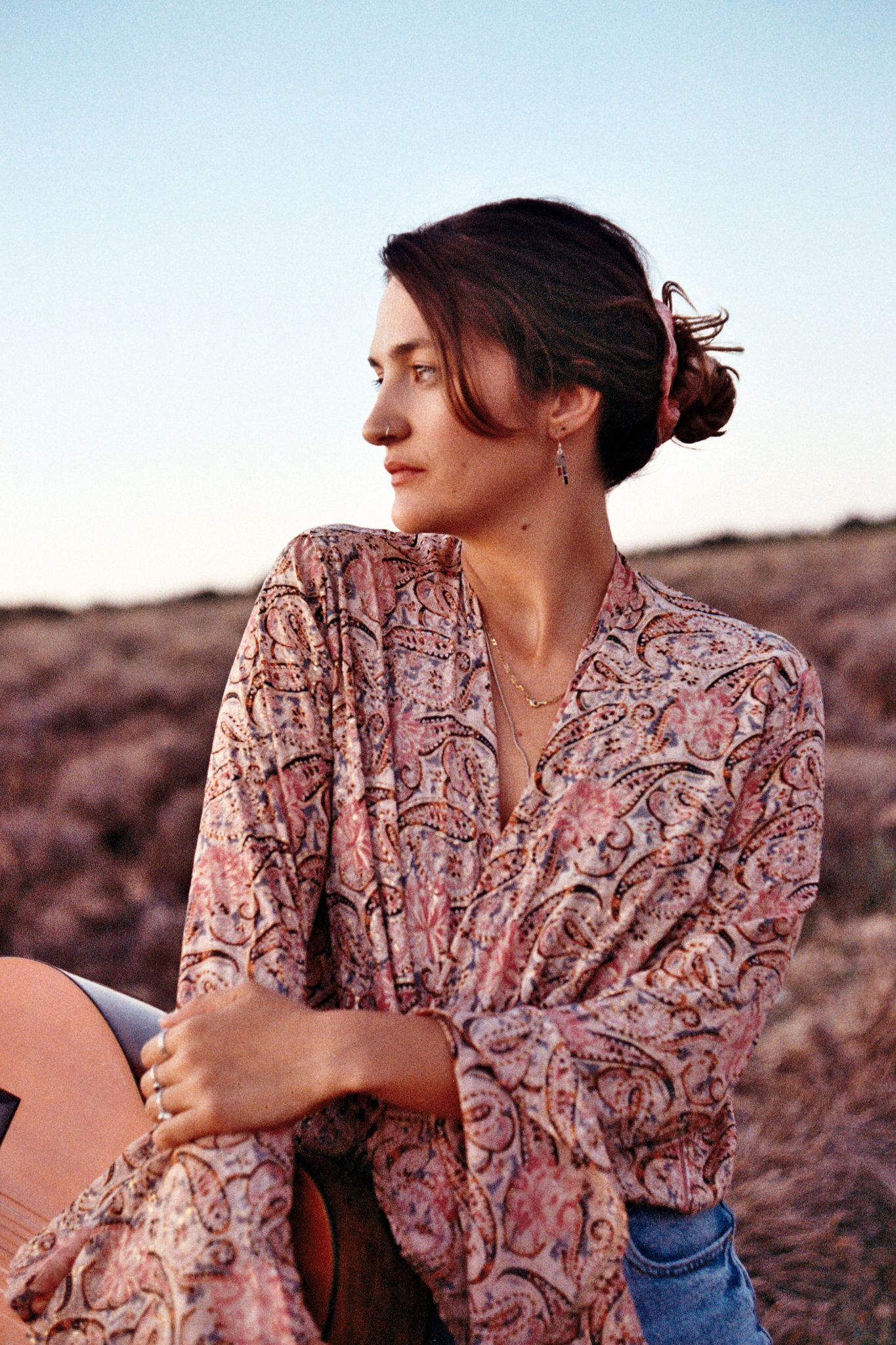
Gabi Hartmann (2023)

Gabi Hartmann, egentligen Gabrielle Hartmann, född 29 mars 1991 i Paris,:0m27s är en fransk jazzsångerska. 
Hartmann växte upp i Paris och flyttade vid 20 års ålder till Brasilien för att studera. Hon återvände sedan till Europa och studerade musiketnologi i London.
Hartmann gav ut sitt första album 2018, producerat av Jesse Harris. 

## Diskografi

### EP:s och album
- 2021 – Always Seem to Get Things Wrong
- 2023 – Gabi Hartmann